# Cem Yıldırım
Cem Yalçın Yıldırım (8 de julho de 1961) é um matemático turco, que trabalha com teoria analítica dos números.
Yildirim estudou na Universidade Técnica do Oriente Médio em Ancara, e obteve um doutorado em 1990 na Universidade de Toronto, orientado por John Friedlander, com a tese Zeta Function Theory:  Pair Correlation And Value Distribution. Esteve na Universidade Bilkent na Turquia, sendo atualmente professor na Universidade do Bósforo em Istambul.
Yildirim provou com Daniel Goldston e János Pintz em 2005 um teorema sobre o número de números primos gêmeos com (em comparação com o valor médio que para um número primo p é da ordem é grandeza log p) pequena distância um do outro (ver artigo de Goldston). A primeira prova com Goldston em 2003 continha erros, que foram corrigidos em trabalho conjunto com Pintz. Os três matemáticos receberam conjuntamente o Prêmio Cole de Teoria dos Números de 2014. Foi com Goldston e Pintz palestrante convidado do Congresso Internacional de Matemáticos em Seul (2014: Small gaps between primes).